# Harlingen (Holandia)
Harlingen (fryz. Harns) – miasto w północnej Holandii, w północnej Fryzji, położone nad Morzem Wattowym. Jest portem handlowym i rybackim. Zamieszkuje je ok. 15,5 tys. mieszkańców.
Urodził się tu sławny holenderski pisarz Simon Vestdijk.
Amerykańskie miasto Harlingen w Teksasie, nosi identyczną nazwę ponieważ większość pierwotnych osadników pochodziła z tego fryzyjskiego miasta. 

## Kultura
W mieście działają muzea:
- Hannemahuis – posiadające eksponaty ściśle związane z historią miasta,
- Harlinger Aardewerk Museum – muzeum ceramiki fryzyjskiej.